# Amegilla ochroleuca
Amegilla ochroleuca es una especie de abeja excavadora perteneciente al género Amegilla, categorizada en la tribu Anthophorini, de la subfamilia Apinae.
Fue descrita científicamente por Pérez en 1879. Aparece registrada y publicada en una sección de Contribution a la Faune des Apiaires de France. Actes De La Société Linneenne De Bordeaux, Vol. 33 de 1879.

## Distribución y hábitat
La especie se distribuye por Marruecos, Gibraltar, Francia, Túnez, Italia, Eslovaquia, Ucrania, Rusia, Turkmenistán, Irán, Armenia, Turquía y Grecia. Habita en paisajes semidesérticos montañosos bajos, también suele encontrarse en laderas secas, terrenos baldíos y riberas de ríos.